# چندریختی تک‌نوکلئوتید

DNA molecule 1 differs from DNA molecule 2 at a single base-pair location (a C/T polymorphism).

چندریختی تک‌نوکلئوتید (به انگلیسی: single-nucleotide polymorphism، به‌طور مخفف SNP که اس‌ان‌پی خوانده می‌شود) یک تغییر در دنبالهٔ دی‌ان‌ای است که در یک نوکلئوتید (A,C،G,T) در ژنوم بین افراد یک گونه بیولوژیکی یا بین یک جفت کروموزوم در یک فرد این نوکلئوتید تفاوت دارد.
به عنوان مثال، دو دنباله از قطعات دی‌ان‌ای از دو فرد متفاوت، AAGCCTA به AAGCTTA، در یک نوکلئوتید با هم متفاوتند. در این حالت ما می‌گوییم که دو الل وجود دارند: C و T. تقریباً همۀ اس‌ان‌پی‌های مشترک فقط دو الل دارند. اس‌ان‌پی، معمول‌ترین نوع گوناگونی ژنتیکی بین انسان‌هاست.
در یک جمعیت، می‌توان یک فرکانس الل حداقلیMinor allele frequencyبه اس‌ان‌پی‌ها نسبت داد. بیشتر الل‌ها بین همه جوامع یافت می‌شود، اما برخی هم مختص یک جامعه یا تنها بخشی از سلسله اجداد آن جامعه هستند.
بین جمعیت انسان‌ها تفاوت‌های گوناگونی است، بنابراین یک اس‌ان‌پی الل که در یک منطقه جغرافیایی یا گروه نژادی مشترک است، ممکن است بین دیگر گونه‌ها کمتر باشد.

## انواع
اس‌ان‌پی‌ها در حالت عادی در امتداد دی‌ان‌ای یک فرد رخ می‌دهند. به‌طور متوسط در هر ۱۰۰۰ نوکلئوتید تقریباً یک اس‌ان‌پی رخ می‌دهد، که با یک حساب سرانگشتی یعنی۴ الی ۵ میلیون اس‌ان‌پی در ژنوم یک فرد وجود دارد.
این گوناگونی‌ها ممکن است منحصر به فرد باشند یا اینکه در در افراد زیادی اتفاق بیفتند؛ دانشمندان بیش از ۳۳۵ میلیون اس‌ان‌پی در جوامع مختلف جهان یافته‌اند؛ که البته تنها حدود ۱۵ میلیون تای آن هستند که عملاً به عنوان اس‌ان‌پی قبول می‌شوند، به این معنی که آن گروهی که کمترین فراوانی را بین گوناگونی‌های اس‌ان‌پی دارد در بیش از یک درصد نمونه‌ها یافت می‌شود.
چندریختی تک‌نوکلئوتید ممکن است بین یک از دسته‌های زیر بیفتد: دنبالهٔ کد در ژن‌ها، مناطق غیر کد در ژن‌ها، یا در مناطق بین‌ژنی در بین ژن‌ها. بیشتر از همه، این گوناگونی‌ها در دی‌ان‌ای بین ژن‌ها رخ می‌دهد. وقتی که اس‌ان‌پی‌ها درون ژن یا در یکی از منطقه‌های تنظیمی نزدیک ژن واقع می‌شوند، احتمال دارد که با اثر گذاشتن روی کارکرد ژن، نقش مستقیم‌تری در بیماری داشته باشند؛ مثلاً یک تغییر در رشته دی‌ان‌ای می‌تواند به تغییر در دنباله پروتئینی که از آن تولید می‌شود منجر شود، یا ممکن است باعث شود پروتئین پیش از زمان طبیعی به پایان کار خود برسد؛ البته اس‌ان‌پی‌ها درون یک دنبالهٔ کد لزوماً دنبالهٔ آمینواسید از پروتئینی که تولید شده‌است را تغییر نمی‌دهد و این به دلیل از بین رفتن کد ژنتیکی است. هم چنین اس‌ان‌پی‌هایی که در ناحیه کد پروتئین نیستند ممکن است همچنان روی تکه کردن و نسخه‌برداری ژن تأثیر بگذارند. بیان‌هایی از ژن که از این نوع اس‌ان‌پی تأثیر پذیرفته باشند بیان‌های اس‌ان‌پی (SNP expression) نامیده می‌شوند.
اس‌ان‌پی که در آن هر دوی الل‌ها یک دنبالهٔ یکسان از پلی پپتید را تولید می‌کنند، یک چند ریختی مترادف (synonymous polymorphism) نامیده می‌شود. اگر یک دنباله پلی پپتید متفاوت تولید شود به آن چندریختی جایگذاری (replacement polymorphism) می‌گویند. یک چندریختی جایگذاری می‌تواند جهش بدمعنی باشد که در آن صورت منجر به آمینواسید متفاوتی خواهد شد، یا اینکه می‌تواند جهش بی‌معنی باشد که در اینصورت منجر به یک کدون خاتمه زودرس (premature stop codon) می‌شود. بیشتر از نصف امراض جهش به علت چندریختی‌های جایگذاری هستند.

## کاربرد و اهمیت
اس‌ان‌پی‌ها می‌توانند نقش نشانه‌گذار زیستی را ایفا کرده و به دانشمندان کمک کنند مکان ژن‌هایی را که با بیماری مرتبط‌اند را پیدا کنند.
بیشتر اس‌ان‌پی‌ها اثری روی سلامتی یا رشد ندارند. اما برخی از این تفاوت‌های ژنتیکی نشان داده‌اند که در مطالعه سلامت انسان بسیار مهم هستند. پژوهشگران اس‌ان‌پی‌هایی پیدا کرده‌اند که ممکن است در پیش‌بینی واکنش یک فرد به داروهای خاص، حساسیت او به فاکتورهای محیطی مثل  زهرابه‌ها (به انگلیسی:  toxin)، و خطر ابتلا به بیماری‌های خاص مفید باشند.
همچنین اس‌ان‌پی‌ها می‌توانند برای ردیابی ارث‌بری ژن‌های بیماری در درون خانواده‌ها مورد استفاده قرار گیرند. مطالعات آینده تلاش خواهند کرد تا ژن‌های مرتبط با بیماری‌های پیچیده مانند بیماری‌های قلبی، دیابت و سرطان را شناسایی کنند.
اس‌ان‌پی‌ها همچنین به عنوان کلید مفهومی به اسم طبابت شخصی شده (به انگلیسی:  Personalized Medicine)هستند. بررسی ساختار ژنتیکی دی‌ان‌ای با استفاده از تراشه‌ها به ما اجازه می‌دهد که با هزینه تخمینی ۱۰۰ دلار آمریکا به‌طور همزمان روی یک میلیون اس‌ان‌پی یک فرد خاص تست تعیین ساختار ژنتیکی انجام دهیم.
پژوهش‌های بالینی: بزرگ‌ترین کاربرد اس‌ان‌پی در زمینه پژوهش‌های بالینی، کمک به مقایسه کردن مناطق مختلف ژنوم بین افراد کوهورت‌ها (گروه‌های همکار) است (مثلا ژنوم‌هایی که با هم تطبیق داده شده‌اند چون همگی متعلق به نمونه‌های سالم یا بیمار هستند). برای بررسی اینکه آیا یک نوع گوناگونی خاص در ژن با یک ویژگی در دارندهٔ آن مرتبط است یا نه. اس‌ان‌پی‌ها همچنین در نگاشت ژن‌ها در این گونه تحقیقات به عنوان نشانه‌گذار با دقت بالا مورد استفاده قرار می‌گیرند. تعداد زیاد اس‌ان‌پی‌ها و باثباتی به ارث رسیدن اس‌ان‌پی‌ها در طول نسل‌ها آنها را برای این کار مناسب کرده‌است.
پزشکی قانونی: اس‌ان‌پی‌ها نخستین بار برای انطباق دادن نمونه دی‌ان‌ای پزشکی قانونی با نمونه دی‌ان‌ای مظنون مورد استفاده قرار می‌گرفتند؛ اما با پیدایش انگشت نگاری دی‌ان‌ای با روش‌های مبتنی بر تکرار پشت‌سرهم کوتاه (به انگلیسی: Short tandem repeat)، این کاربرد آنها به تدریج کم‌رنگ شد. در آینده ممکن است اس‌ان‌پی‌ها در پزشکی قانونی برای پیدا کردن سرنخ‌هایی مثل رنگ چشم، رنگ مو، قومیت و غیره مورد استفاده قرار گیرند. آقای Kidd و دیگران با مطالعه روی ۴۰ گروه جمعیتی نشان داده‌اند که یک دنباله با ۱۹ اس‌ان‌پی می‌تواند گروه قومیتی صاحبش را با احتمال انطباق زیاد (احتمال خطای ۷-^۱۰) شناسایی کند. یک مثال از اینکه اس‌ان‌پی‌ها چگونه می‌توانند مفید باشند در حوزه بازسازی هنری چهره پیش از مرگ بقایای اسکلت انسان‌های ناشناس است. هرچند بازسازی چهره تنها با استفاده از جنبه‌های مردم‌شناسی هم به‌طور قابل‌قبولی دقیق انجام می‌شود، اما داده‌های دیگر امکان رسیدن به نمایش دقیق‌تری از رنگ چشم، پوست، مو، و غیره را می‌دهند.
در وضعیتی که مقدار نمونه‌های پزشکی قانونی کم است یا نمونه آسیب دیده‌است، روش‌های اس‌ان‌پی می‌توانند جایگزین خوبی برای روش‌های تکرار پشت‌سرهم کوتاه باشند. دلیل این امر وفور نشانه گذارهای احتمالی، قابلیت اتوماتیک شدن و کاهش طول قسمت دی‌ان‌ای مورد نیاز تا حد تنها ۶۰ الی ۸۰ جفت باز است.
مطالعات مربوط به اس‌ان‌پی‌ها همچنین در محصولات دامی و برنامه‌های مربوط به آن‌ها نیز مهم است. برای جزئیات بیشتر در مورد روش‌های مختلف مشخص کردن اس‌ان‌پی‌ها قسمت SNP genotyping را ملاحظه بفرمایید.
آنها معمولاً دو اللی هستند و بنابراین مورد سنجش قرار می‌گیرند.
اس‌ان‌پی‌ها معمولاً به صورت فردی عمل نمی‌کنند، بلکه با دیگر اس‌ان‌پی‌ها همکاری می‌کنند تا شرط یک مریضی را بازنمود کنند، مثلاً در پوکی استخوان، چنین اتفاقی رخ می‌دهد.
یک روش پیدا کردن اس‌ان‌پی، استفاده از واکنش‌های زنجیره‌ای پلیمراز با محوریت آلل‌هاست. در این واکنش‌ها هر کدام از انواع آلل‌ها پس از گرم شدن و جدا شدن دو رشته‌شان از هم با نوع خاصی از  پرایمرها جفت می‌شوند و با انواع دیگر پرایمرها به‌طور چشمگیری کمتر جفت می‌شوند، بنابراین براساس فراوانی پرایمرهای محلول و میزان تکثیر شدن الل‌ها می‌توان انواع اس‌ان‌پی‌ها را تشخیص داد.

## نمونه‌ها
- rs6311 وrs6313 اس‌ان‌پی‌هایی هستند در HTR2A ژن کروموزوم ۱۳ در انسان.
- یک اس‌ان‌پی در F5ژن که موجب یک بی نظمی با گونه Factor V Leiden می‌شود.
- rs3091244 یک مثال از یک triallelic SNP در ژن CRP در کروموزوم یکم انسان است.[۹]
- کدهای TAS2R38 برای قابلیت PTC tasting, و شامل ۶ اس‌ان‌پی حاشیه‌نویسی شده‌است.[۱۰]

## پایگاه‌های داده
زمانی بود که وجود یک منبع موثق، جامع و عمومی از گوناگونی‌های ژنتیکی قطعیت نداشت. در حال حاضر پایگاه داده‌های متعددی وجود دارند (بیش از ۸۰۰ تا، که البته چندتای محدود مورد استفاده گسترده‌اند) که مهم‌ترین آنها به نام دی‌بی‌اس‌ان‌پی متعلق به  مرکز ملی اطلاعات زیست‌فناوری آمریکا است. یک پایگاه داده خوب دیگر هم پروژه بین‌المللی هپ‌مپ (به انگلیسی International HapMap Project) است که تلاشی برای بررسی الگوهای تکرر الل‌ها و اختلال توازن ارتباطی (به انگلیسی: Linkage disequilibrium) بین گونه‌های ژنتیکی انسان‌ها در جوامع مختلف جهان می‌باشد. SNPedia نیز یک پایگاه داده اس‌ان‌پی چندرگه‌ای با فرمت ویکی است. پایگاه دادهٔ OMIM نیز روابط بین چند ریختی‌ها را توضیح می‌دهد. پایگاه دادهٔ جهشهای ژنی انسان جهش‌هایی که با امراض ارثی انسان رابطه دارند یا علت آن‌ها هستند و همچنین اس‌ان‌پی‌های وظیفه‌ای را فراهم می‌کند.  GWAS Central به کاربر امکان می‌دهد که به صورت شهودی روابط را در سطح خلاصه روی یک یا چند مطالعه ژنتیکی مورد بررسی قرار دهد.

## نام‌گذاری
نام‌گذاری اس‌ان‌پی ممکن است کمی گیج‌کننده باشد. حالات گوناگونی برای یک اس‌ان‌پی خاص می‌توانند موجود باشند و هنوز توافق عمومی روی این مسئله انجام نشده‌است. یک راه حل این است که اس‌ان‌پی‌ها با یک پیشوند نوشته شوند. به عنوان مثال c.76A>T.
باز هم مشکلاتی برای فعالیت‌های بیوانفورماتیک در زمینه اس‌ان‌پی وجود دارند که یکی از اساسی‌ترین آنها نیاز به به‌روزرسانی مرتب پایگاه داده‌ها و ابزارهای اس‌ان‌پی‌هاست. برای شناسایی هر اس‌ان‌پی به آن یک شناسه اس‌ان‌پی یا rsID می‌دهند، اما با کشف شدن اس‌ان‌پی‌های جدید و بهبود یافتن تناظرهای بین اس‌ان‌پی‌ها و در نتیجه گسترش یافتن پایگاه دادهٔ dbSNP، بعضاً مشاهده می‌شود که یک اس‌ان‌پی چندین شناسه داشته‌است؛ بنابراین بسته به اینکه از چه نرم‌افزار و کدام نسخه پایگاه داده استفاده می‌شود، ممکن است جستجو در پایگاه داده همه نتایج مرتبط را به ما ندهد. یک ابزار متکی به وب به نام SNAP، شناسه‌های مستعار را هم در نظر می‌گیرد و به کاربران اجازه می‌دهد که تبدیل لیست‌های شناسه‌ها بین نسخه‌های مختلف dbSNP را ببینند.